# NGC 3250
NGC 3250 (również PGC 30671) – galaktyka eliptyczna (E4), znajdująca się w gwiazdozbiorze Pompy. Odkrył ją John Herschel 1 lutego 1835 roku.